# Zinkpest

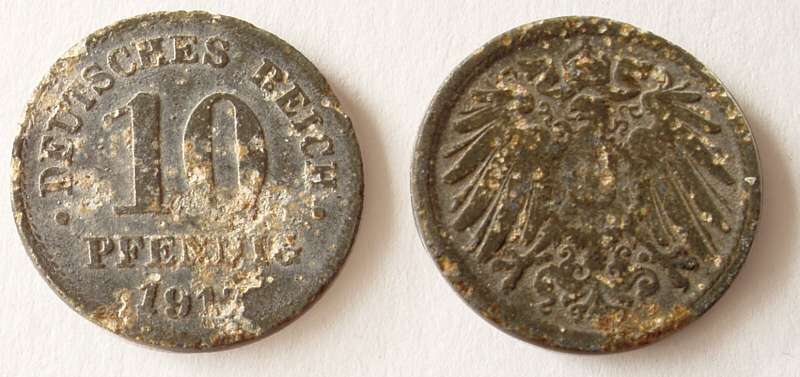
10 Pfennig von 1917, massiv von Zinkpest befallen

Zinkpest, auch Zinkfraß, ist die umgangssprachliche Bezeichnung für interkristalline Korrosion, die zinkhaltige Teile betreffen kann. Gefährdet sind alle Arten von Zinkdruckguss, die mit ungeeigneten, unreinen Legierungsmischungen hergestellt wurden.

## Problematik
Besonders häufig tritt Zinkpest in Erzeugnissen aus der Zeit vor 1950 und aus Zeiten von Materialknappheit auf. In Deutschland war dies insbesondere die Zeit von kurz vor dem Zweiten Weltkrieg bis kurz danach. Betroffen waren feinmechanische Teile von Messgeräten, Spielwaren wie Modelleisenbahnen oder Modellautos sowie Teile von Konsumgütern wie Radios oder Grammophone. Bekannt ist das Problem auch bei älteren Geldmünzen.
Das Problem betrifft auch historische Fahrzeuge, da insbesondere Vergaser und ähnliche Motorteile oft aus Zinkdruckguss hergestellt wurden. Da die fortschreitende Schädigung mit einer Volumenzunahme verbunden ist, können auch nachträglich eingebaute, neuwertige Ersatzteile in Mitleidenschaft gezogen werden.

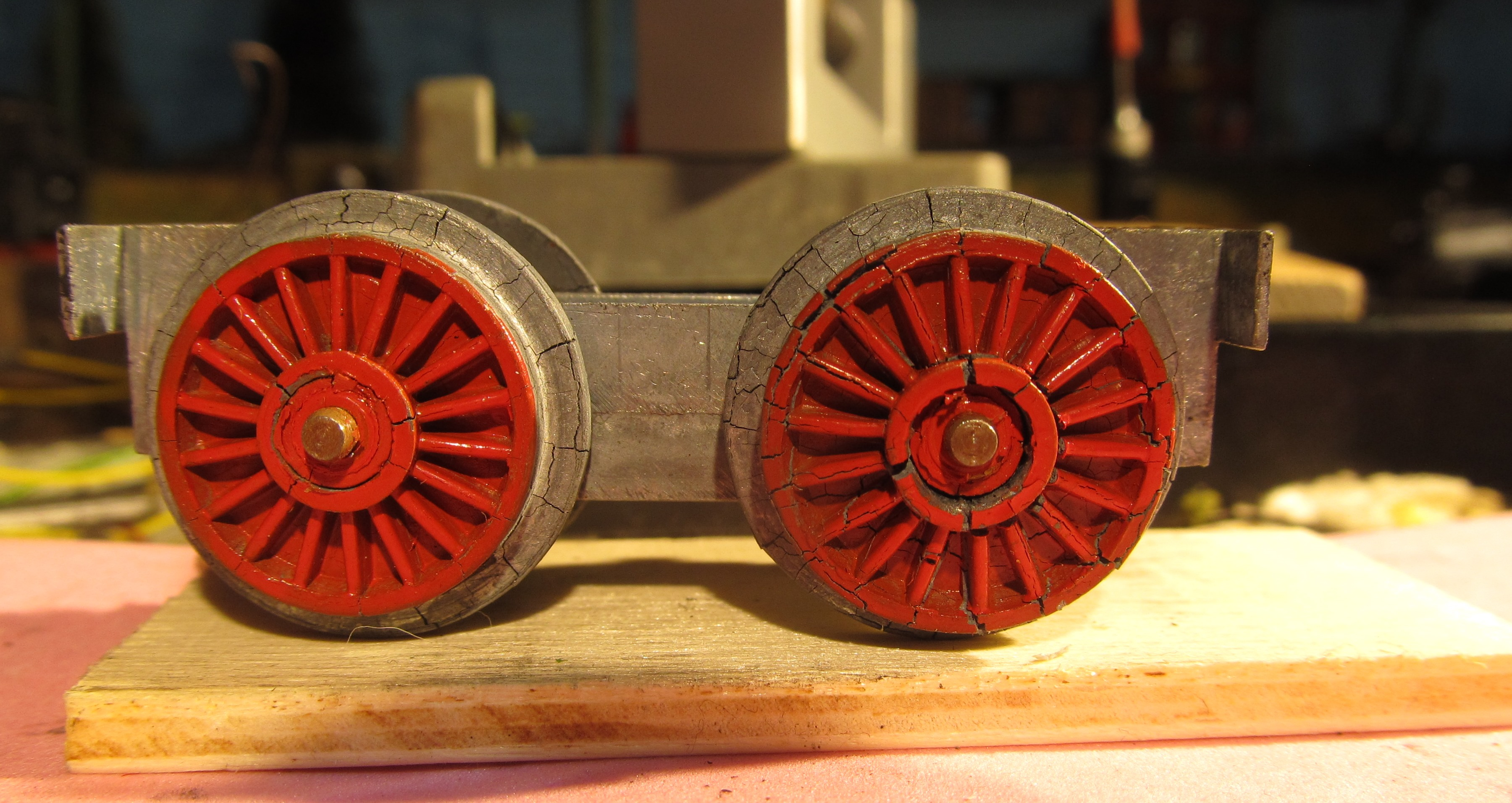
Trix Express VT 20/58, Räder mit Zinkpest
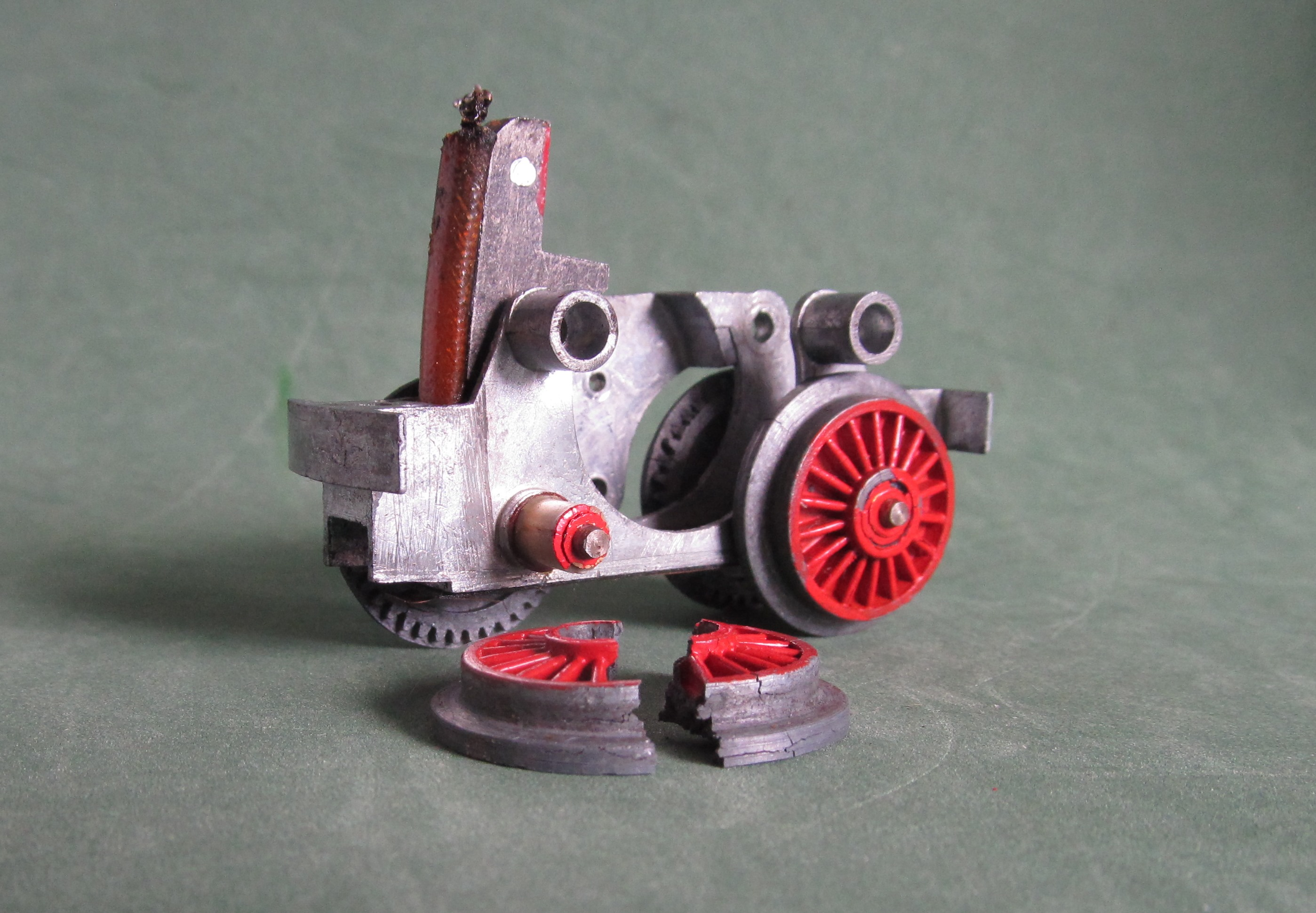
Zerstörtes Rad am VT 20/58
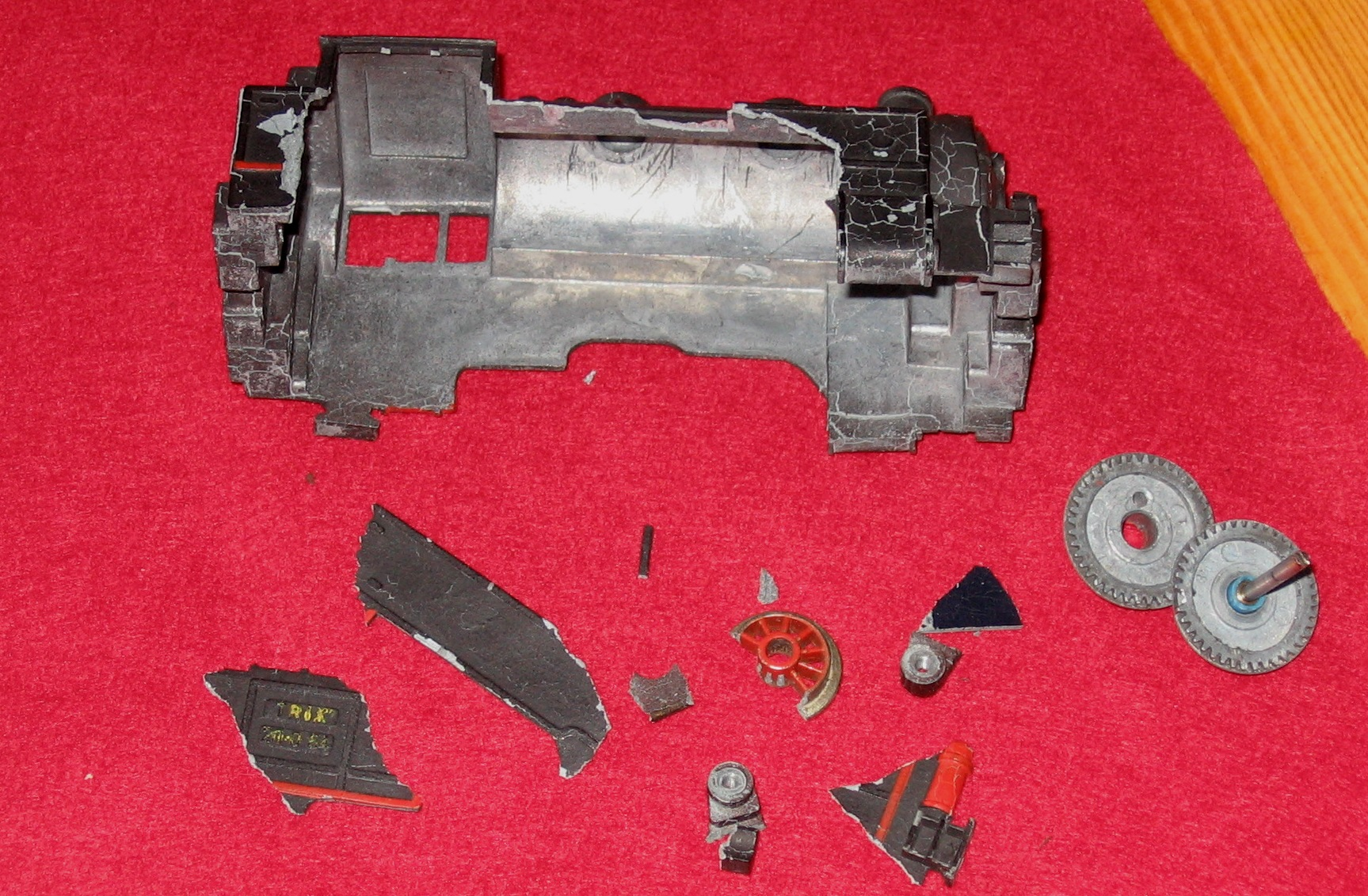
Trix Express Lok 20/54 mit ausgeprägter Zinkpest
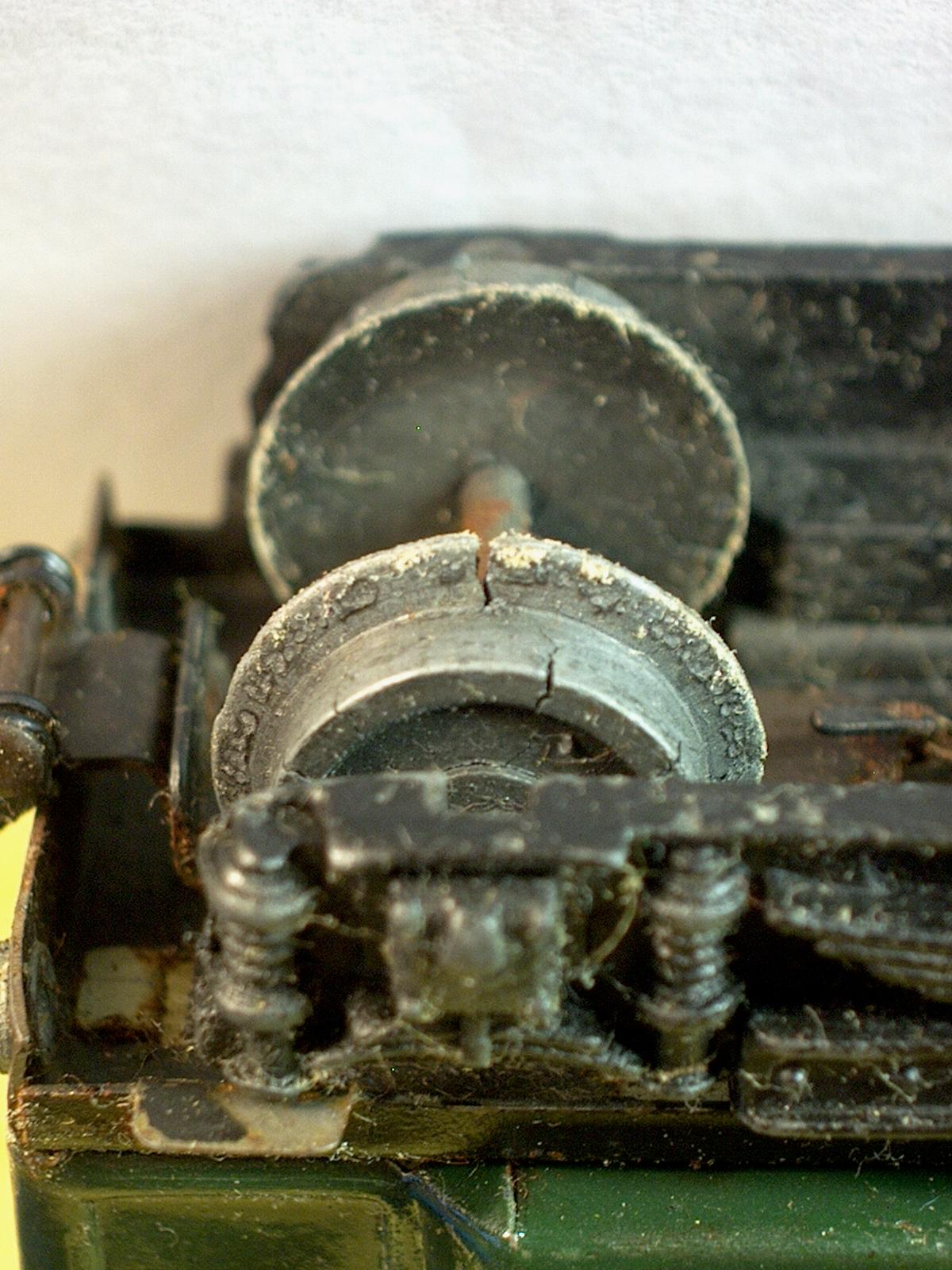
Märklin-Modelleisenbahn Modell 344.6 (H0, 1947..1949), Räder mit Zinkpest
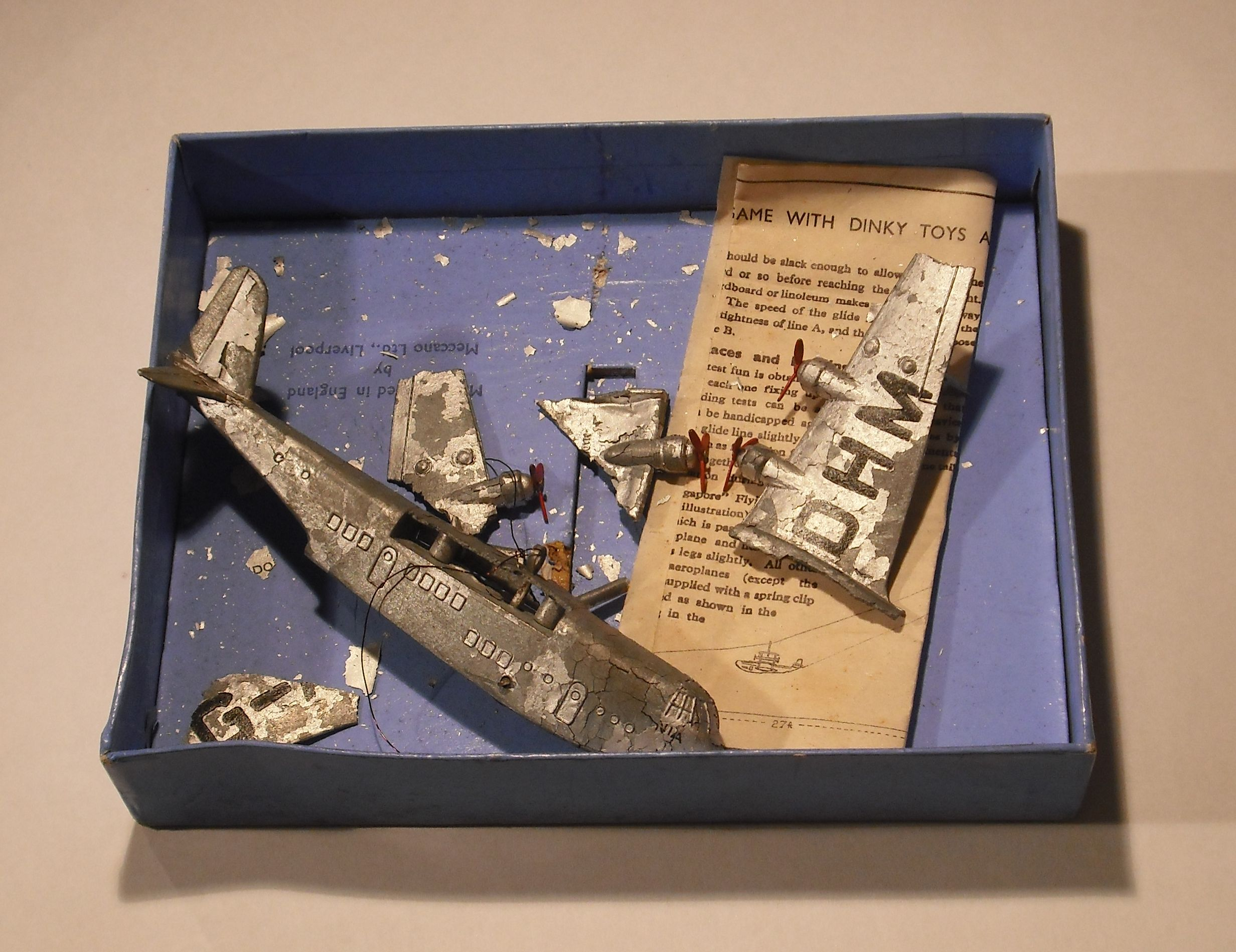
Dinky Toys, Wasserflugzeug mit Zinkpest

Mitte der 1950er-Jahre wurde die Zinkpest durch reinere Ausgangsstoffe und eine genauere Einhaltung der Legierungsanteile zurückgedrängt. Qualitätsprodukte seit dieser Zeit gelten als nicht bedroht.
Nach dem massiven Outsourcing von Produktionslinien nach China kam es erneut zu Problemen, da dort aus Kostengründen oder Unwissenheit auf minderwertige Legierungen zurückgegriffen wurde. So hat die Firma Märklin einräumen müssen, dass Produkte aus der Zeit kurz nach der Verlagerung der Produktion von Zinkpest bedroht sind. Im Konzernlagebericht 2012, erstellt zum 13. Mai 2013 und im Bundesanzeiger am 31. Juli 2014 veröffentlicht, kündigte Märklin an: „Mittelfristig sollen weitere Produktionslinien aus China zurück nach Europa geführt werden.“

## Ursachen
Um Zink als Gusslegierung zu verwenden, werden hauptsächlich Aluminium und Kupfer hinzulegiert. Aluminium vermindert den Lösungsangriff der eisenhaltigen Gussform durch das Zink, während Kupfer die Festigkeit und Härte des Bauteils steigert, wenn auch auf Kosten der Maßhaltigkeit. Ebenfalls kann in geringem Maße Magnesium beigemischt werden, um die schädliche Wirkung von Anteilen wie Blei, Zinn oder Cadmium auszugleichen. Dies funktioniert aber nur bis zu gewissen Grenzwerten.

Korrosionsangriff an Oberfläche (Märklin T800 Modelllokomotive, ca. 1938)

Besagte Grenzwerte sind heute in der DIN EN 1774 genormt.

## Korrosionsvorgänge
Bei selektiver Korrosion greift (Luft-)Feuchtigkeit das Eutektikum an und löst dieses heraus. Diese Form der Korrosion kommt bei Legierungen vor, die eine feste Lösung bilden. Besonders davon betroffen sind Aluminium, Eisen, Kobalt und Chrom.
Die interkristalline Korrosion löst, als eine Form der selektiven Korrosion, das Gefüge entlang der Korngrenzen auf, es kommt zur Volumenvergrößerung. Bedingt durch die Volumenvergrößerung und die damit im Bauteilinneren entstehenden Spannungen, können sich auf der Oberfläche des Bauteils Blasen bilden. Temperaturschwankungen wirken sich ebenfalls negativ auf die Spannungen im Bauteil aus.
Das Phänomen gilt als unaufhaltbar.

Aufgewölbte Oberfläche eines Zinkdruckgussbauteils (Märklin T800 Lokomotive, Rasterelektronenmikroskopie)

Der Vorgang ist nicht verwandt mit der Zinnpest.